# Parole
Parole – wieś sołecka w Polsce położona w województwie mazowieckim, w powiecie pruszkowskim, w gminie Nadarzyn. Leży nad rzeką Utratą. 
Wieś szlachecka Parule położona była w drugiej połowie XVI wieku w powiecie tarczyńskim ziemi warszawskiej województwa mazowieckiego. W latach 1975–1998 miejscowość administracyjnie należała do województwa warszawskiego.

## Strzelanina w 2002
23 marca 2002 roku na terenie jednej z posesji w Parolach, w trakcie wykonywania przez funkcjonariuszy Policji czynności procesowych związanych z zabezpieczeniem ukradzionego samochodu ciężarowego i sprzętu RTV, wywiązała się strzelanina między policjantami a przybyłą na miejsce grupą uzbrojonych mężczyzn. W jej wyniku śmierć poniósł podkomisarz Mirosław Żak – naczelnik Wydziału Kryminalnego Komendy Powiatowej Policji w Piasecznie, a kilku napastników odniosło obrażenia. Strzelanina w Parolach zapoczątkowała zatrzymania członków tak zwanego gangu „Mutantów”, zakończone w lutym 2004 roku.